# Zona 11 pm
Zona 11 pm è stato un programma televisivo di Rai Sport ideato da Marco Mazzocchi andato in onda in vari giorni della settimana alle 22:45 su Rai Sport e Rai Sport + HD.

## Descrizione
Versione serale dell'omonima rubrica che andava in onda alle 11:00 all'interno del contenitore Mattina Sport, Zona 11 pm è stato un talk sul calcio che divagava spesso in citazioni musicali e cinematografiche, ironia e tormentoni (secondo lo slogan "Pop, meltin' pot, progressive rock", coniato da Mazzocchi). Nel periodo di calciomercato, interveniva in collegamento anche Paolo Paganini.
La trasmissione annoverava spesso tra i suoi ospiti Alessandro Vocalelli, Xavier Jacobelli, Felice Pulici, Roberto Rambaudi, Angelo Di Livio, Francesco Repice, Riccardo Cucchi, Vincenzo D'Amico, Tancredi Palmeri, Julio Ocampo, Christian Manfredini, Gianni Di Marzio, Stefano Agresti, Antonio Felici, Paolo Franci ed il percussionista Ivan Binni.

## Storia del programma

### Stagione 2013-2014
La prima puntata del programma è andata in onda il 22 ottobre del 2013.

### Stagione 2014-2015
Dalla stagione 2014-2015, ad alternarsi con Marco Mazzocchi alla conduzione ci sono Valerio Iafrate, Alessandro Antinelli e Andrea Fusco. A partire dalla stessa stagione, Zona 11 pm va in onda anche il venerdì, con una puntata interamente dedicata al calciomercato e agli anticipi della Serie A.
Il 20 maggio 2015, il post-partita di Juventus-Lazio (finale di Coppa Italia), porta Zona 11 pm al suo record di ascolti assoluto: 6,41% di share e 760.000 spettatori con picchi oltre l'8,50%.

### Stagione 2015-2016
Dalla stagione 2015-2016 alla conduzione si alternano Marco Mazzocchi, Alessandro Antinelli, Marco Lollobrigida e Paolo Paganini.
Durante gli Europei di calcio, Zona 11 si sdoppia in Zona 12 pm, in onda alle 12:00 è condotta da Valerio Iafrate e si occupa principalmente del torneo continentale e Zona 7 pm, uno spazio dedicato al calciomercato in onda alle 19:00 e condotto da Paolo Paganini.

### Stagione 2016-2017
Il 19 settembre 2016 inizia la nuova stagione del programma che si presenta con uno studio completamente rinnovato. Cambiano i giorni di messa in onda: ora va in onda dal lunedì al giovedì. A condurre la nuova stagione Alessandro Antinelli, Andrea Fusco, Marco Lollobrigida e Paolo Paganini. 
Marco Mazzocchi, nel frattempo nominato vicedirettore di Rai Sport, lascia la conduzione del programma, restando comunque uno degli autori.
Nuovi ospiti entrano a far parte del cast; tra questi, i comici Massimo Bagnato, Francesco Zardo e gli Actual, oltre a Giulia Capocchi. Con Gianni Cerqueti, a rotazione, presenti i volti più noti di Rai Sport.
Dal 30 settembre parte anche Zona 11 pm Mercato, in onda il venerdì con la conduzione di Paolo Paganini e Giovanna Carollo; tra gli ospiti, la presenza fissa del dirigente sportivo Pierpaolo Marino.

### Stagione 2017-2018
Il 19 settembre 2017 inizia la quinta stagione del programma; va in onda il martedì con alla conduzione Fabrizio Tumbarello e il venerdì con Paolo Paganini come Zona 11 pm Calciomercato che da gennaio 2018 cambia il nome diventando Calcio & Mercato.

### Stagione 2018-2019
Il 17 settembre 2018 inizia la sesta e ultima stagione del programma; il giorno di messa in onda diventa il lunedì, alla conduzione resta Fabrizio Tumbarello. Cambia lo studio: scompare il loft e torna una scenografia tradizionale. Il programma segue le vicende del campionato occupandosi spesso del post-partita del lunedì sera di Serie A. La cura è di Patrizia Rubino. 